# Maxime Stroobant
Maxime Stroobant (Vilvoorde, 13 augustus 1936) is een Belgisch voormalig senator.

## Levensloop
Stroobant behaalde het diploma van doctor in de rechten aan de ULB en dat van bijzonder licentiaat in het sociaal recht aan de VUB. Hij begon zijn professionele loopbaan bij een interprofessionele vakbondsorganisatie en zetelde van 1970 tot 1976 in het Arbeidshof in Brussel. Tevens was hij van 1976 tot 2007 de voorzitter van het beheerscomité van de Rijksdienst voor Arbeidsvoorziening.
Daarnaast werd hij hoogleraar aan de Vrije Universiteit Brussel en was hij eveneens docent aan de Universiteit van Antwerpen. Stroobant doceerde over Belgisch arbeidsrecht, Europees en internationaal sociaal recht en verrichtte wetenschappelijk onderzoek naar medezeggenschap van werknemers, gendergelijkheid in arbeidsverhoudingen, stakingsrecht, het sociaal overleg in België en de Europese Unie, het sociaal beleid van de EU, telewerk en tewerkstellingsbeleid. In 2007 ging hij met emeritaat.
Hij werd politiek actief voor de BSP en was voor deze partij van 1976 tot 2000 gemeenteraadslid van Vilvoorde, waar hij van 1976 tot 1982 schepen was. 
Van 1987 tot 1995 zetelde hij eveneens in de Belgische Senaat: van 1987 tot 1991 als provinciaal senator voor de provincie Brabant en van 1991 tot 1995 als gecoöpteerd senator. Als senator was hij initiatiefnemer van een voorstel tot opname van sociale grondrechten in de Belgische Grondwet en speelde hij een belangrijke rol bij de totstandkoming van het Charter voor gelijkheid van mannen en vrouwen in de vakbonden. Hij nam eveneens actief deel aan de verbetering van de wetgeving ter bescherming van personeelsafgevaardigden in ondernemingen.

## Bron
- Laurys, V., Van den Wijngaert, M., De geschiedenis van de Belgische Senaat 1831-1995, Lannoo, 1999.